# Gente maravillosa (programa de televisión)
Gente maravillosa es un programa de televisión de Canal Sur, Castilla-La Mancha Media, Televisión Canaria y Telemadrid presentado por Toñi Moreno en Andalucía y Madrid, por Ramón García en Castilla-La Mancha y por Eloísa González en Canarias. Se trata de una adaptación del programa estadounidense What Would You Do?. Este formato original ha sido creado por Alberto del Pozo y José Miguel Fernández Cuadrado para Happy Ending TV.  
En Canal Sur comenzó su emisión a partir del 9 de enero de 2017 y trata de mostrar como reaccionan las personas ante supuestos problemas sociales en espacios públicos de Andalucía. El programa fue renovado por una tercera temporada, que se estrenó el 6 de septiembre de 2018.
El 10 de marzo de 2019, Gente maravillosa estrena su programa en la televisión de Castilla-La Mancha, Castilla-La Mancha Media, presentado por Ramón García y Esther Ibáñez. El programa se emite los lunes a las 22:30 h.
En primavera de 2022 se estrenó con el título Xente Marabillosa en la autonómica gallega TVG. La segunda temporada empezó el 10 de octubre de 2023, con Lucía Rodríguez como presentadora. 
El 18 de enero de 2023, Gente Maravillosa arranca su quinta temporada en Canal Sur Televisión con Toñi Moreno al frente y Alberto del Pozo como director. 
El 23 de octubre se estrena su versión en Canarias con un gran éxito en cuota de pantalla.

## Programas en Canal Sur
| Temporada | Temporada | Episodios | Estreno de la temporada | Final de la temporada |
| --------- | --------- | --------- | ----------------------- | --------------------- |
|           | 1         | 22        | 12 de enero de 2017     | 22 de junio de 2017   |
|           | 2         | 39        | 7 de septiembre de 2017 | 21 de junio de 2018   |
|           | 3         | 26        | 6 de septiembre de 2018 | 14 de marzo de 2019   |
|           | 4         |           | 8 de diciembre de 2021  | 22 de junio de 2022   |
|           | 5         |           | 18 de enero de 2023     | 29 de junio de 2023   |
|           | 6         |           | 4 de octubre de 2023    | 2024                  |

### Primera temporada (2017)
| N.º en serie | N.º en temp. | Título                                                                  | Invitados                           | Fecha de emisión original | Audiencia |
| ------------ | ------------ | ----------------------------------------------------------------------- | ----------------------------------- | ------------------------- | --------- |
| 1            | 1            | «Contra la discriminación de las personas sin techos y el "grooming"»   | David Bustamante                    | 12 de enero de 2017       | —         |
| 2            | 2            | «Contra la violencia machista»                                          | Bibiana Fernández                   | 19 de enero de 2017       | —         |
| 3            | 3            | «Contra el acoso laboral»                                               | Melody                              | 26 de enero de 2017       | —         |
| 4            | 4            | «Contra la discriminación por discapacidad»                             | Karina                              | 2 de febrero de 2017      | —         |
| 5            | 5            | «Contra la discriminación por obesidad»                                 | Esther Arroyo                       | 9 de febrero de 2017      | —         |
| 6            | 6            | «En defensa de nuestros mayores»                                        | Diana Navarro                       | 23 de febrero de 2017     | —         |
| 7            | 7            | «Contra las situaciones sexistas en el trabajo»                         | Joana Jiménez                       | 2 de marzo de 2017        | —         |
| 8            | 8            | «Contra la homofobia»                                                   | Laura Sánchez                       | 9 de marzo de 2017        | —         |
| 9            | 9            | «Contra la xenofobia»                                                   | Las Soles y José Manuel Soto        | 16 de marzo de 2017       | —         |
| 10           | 10           | «Contra la discriminación que sufren las personas con Síndrome de Down» | Ana Obregón                         | 23 de marzo de 2017       | —         |
| 11           | 11           | «Contra el acoso escolar o "bullying"»                                  | Rafael Amargo                       | 30 de marzo de 2017       | —         |
| 12           | 12           | «Contra la discriminación de los gitanos españoles»                     | Azúcar Moreno                       | 6 de abril de 2017        | —         |
| 13           | 13           | «Contra el maltrato de hijos a padres»                                  | Elena Furiase                       | 20 de abril de 2017       | —         |
| 14           | 14           | «La problemática laboral de las personas mayores de 50 años»            | Falete                              | 27 de abril de 2017       | —         |
| 15           | 15           | «Los problemas que sufren las familias no tradicionales»                | Irma Soriano                        | 4 de mayo de 2017         | —         |
| 16           | 16           | «Contra el maltrato animal»                                             | Dani Rovira                         | 11 de mayo de 2017        | —         |
| 17           | 17           | «Contra la violencia en el fútbol»                                      | Joaquín                             | 18 de mayo de 2017        | —         |
| 18           | 18           | «Contra el racismo y la xenofobia»                                      | Andy y Lucas                        | 25 de mayo de 2017        | —         |
| 19           | 19           | «En la romería de El Rocío»                                             | Pepe "El Marismeño" y Julia Garrido | 1 de junio de 2017        | —         |
| 20           | 20           | «Contra los abusos del alcohol»                                         | Merche                              | 8 de junio de 2017        | —         |
| 21           | 21           | «A favor de la conciliación»                                            | Eva Ruiz                            | 15 de junio de 2017       | —         |
| 22           | 22           | «La problemática de trabajar sin medidas de seguridad»                  | Rosa López                          | 22 de junio de 2017       | —         |

### Segunda temporada (2017-18)
| N.º en serie | N.º en temp. | Título                                                         | Invitados                          | Fecha de emisión original | Audiencia       |
| ------------ | ------------ | -------------------------------------------------------------- | ---------------------------------- | ------------------------- | --------------- |
| 23           | 1            | «Contra el acoso que sufren los profesores en las aulas»       | Manuel Díaz "El Cordobés"          | 7 de septiembre de 2017   | —               |
| 24           | 2            | «Contra la violencia machista»                                 | Tamara                             | 14 de septiembre de 2017  | —               |
| 25           | 3            | «Contra la transfobia»                                         | Mayra Gómez Kemp                   | 21 de septiembre de 2017  | —               |
| 26           | 4            | «Contra la anorexia y la bulimia»                              | Jaime Cantizano y Lorena           | 28 de septiembre de 2017  | —               |
| 27           | 5            | «Contra la discriminación a personas con trastorno mental»     | India Martínez                     | 5 de octubre de 2017      | —               |
| 28           | 6            | «Contra los accidentes de tráfico»                             | Nuria Fergó                        | 12 de octubre de 2017     | —               |
| 29           | 7            | «Contra la discriminación a personas sordas»                   | Carlos Baute                       | 19 de octubre de 2017     | —               |
| 30           | 8            | «Contra la homofobia»                                          | Fernando Tejero                    | 26 de octubre de 2017     | —               |
| 31           | 9            | «Contra la discriminación a las personas con acondroplasia»    | Santi Rodríguez                    | 2 de noviembre de 2017    | —               |
| 32           | 10           | «Contra la discriminación laboral a las mujeres»               | Soraya                             | 9 de noviembre de 2017    | —               |
| 33           | 11           | «Contra el racismo y la xenofobia»                             | Enrique Romero                     | 16 de noviembre de 2017   | —               |
| 34           | 12           | «Contra la "gitanofobia"»                                      | Lara Dibildos                      | 23 de noviembre de 2017   | —               |
| 35           | 13           | «Contra la discriminación a personas sin recursos»             | Natalia                            | 30 de noviembre de 2017   | —               |
| 36           | 14           | «Contra la discriminación a personas con discapacidad física»  | Manuel Bandera y Reyes Prados      | 7 de diciembre de 2017    | —               |
| 37           | 15           | «Contra el trato injusto a las personas mayores»               | Niña Pastori                       | 14 de diciembre de 2017   | —               |
| 38           | 16           | «Contra los estereotipos femeninos»                            | Pastora Soler                      | 21 de diciembre de 2017   | —               |
| 39           | 17           | «Estos niños son maravillosos»                                 | Eva Pedraza y Merche               | 28 de diciembre de 2017   | —               |
| 40           | 18           | «Contra los fraudes y estafas que sufren los consumidores»     | Anabel Alonso                      | 4 de enero de 2018        | —               |
| 41           | 19           | «Contra la discriminación por tartamudez»                      | Teresa Viejo                       | 11 de enero de 2018       | —               |
| 42           | 20           | «Contra el maltrato animal»                                    | Belinda Washington                 | 18 de enero de 2018       | —               |
| 43           | 21           | «Contra la violencia machista»                                 | Irma Soriano                       | 25 de enero de 2018       | —               |
| 44           | 22           | «Carnaval sin violencia»                                       | Pitu y Antonio José                | 8 de febrero de 2018      | —               |
| 45           | 23           | «Apuesta por las segundas oportunidades»                       | Antonio Carmona                    | 15 de febrero de 2018     | —               |
| 46           | 24           | «Desmontan los tópicos sobre los andaluces»                    | Paco Lobatón y Reyes Prados        | 22 de febrero de 2018     | —               |
| 47           | 25           | «Contra la discriminación a personas ciegas»                   | Poty                               | 1 de marzo de 2018        | —               |
| 48           | 26           | «Contra la discriminación a las personas con Síndrome de Down» | Rosario Pardo y María de la Colina | 15 de marzo de 2018       | —               |
| 49           | 27           | «Contra las injusticias que sufren los inmigrantes»            | Anne Igartiburu y Bea Díaz         | 22 de marzo de 2018       | —               |
| 50           | 28           | «Contra la discriminación del pueblo gitano»                   | Arcángel y Agatha Ruiz de la Prada | 5 de abril de 2018        | —               |
| 51           | 29           | «Contra la discriminación de las personas con Parkinson»       | Nina y Roko                        | 12 de abril de 2018       | —               |
| 52           | 30           | «Contra cualquier tipo de discriminación en la feria»          | Ecos del Rocío y Julia Garrido     | 19 de abril de 2018       | —               |
| 53           | 31           | «Contra la discriminación a la mujer trabajadora»              | Bea Díaz y Miriam Rodríguez        | 26 de abril de 2018       | —               |
| 54           | 32           | «Contra la discriminación a personas con sobrepeso»            | Enrique Sánchez                    | 3 de mayo de 2018         | —               |
| 55           | 33           | «Contra la homofobia y la transfobia»                          | Manu Tenorio y Natalia             | 10 de mayo de 2018        | —               |
| 56           | 34           | «Especial Romería del Rocío»                                   | Raquel Revuelta y Paco Candela     | 17 de mayo de 2018        | 320.000 (10,2%) |
| 57           | 35           | «Contra la discriminación a las empleadas del hogar»           | Niña Pastori                       | 24 de mayo de 2018        | —               |
| 58           | 36           | «Contra la discriminación por la apariencia del rostro»        | Beatriz Luengo y Juan José Padilla | 31 de mayo de 2018        | —               |
| 59           | 37           | «Contra las agresiones al medioambiente»                       | Belén López y Andy y Lucas         | 7 de junio de 2018        | —               |
| 60           | 38           | «Especial Maravillosos»                                        | Carlos Baute, Blas Cantó y Natalia | 14 de junio de 2018       | —               |
| 61           | 39           | «Especial Peques»                                              | Laura Sánchez y Merche             | 21 de junio de 2018       | —               |

### Tercera temporada (2018-19)
| N.º en serie | N.º en temp. | Título | Invitados                                                         | Fecha de emisión original | Audiencia       |
| ------------ | ------------ | --- | ----------------------------------------------------------------- | ------------------------- | --------------- |
| 62           | 1            | «Contra el racismo» | Pepe "El Marismeño", Cecilia Gómez y Pive Amador                  | 6 de septiembre de 2018   | 282.000 (10,9%) |
| 63           | 2            | «Contra el acoso a los docentes»                                                                                          | Jaime Cantizano y Enrique de Miguel                               | 13 de septiembre de 2018  | 202.000 (7,6%)  |
| 64           | 3            | «Especial Día del Alzheimer»                                                                                              | Modesto Barragán                                                  | 20 de septiembre de 2018  | —               |
| 65           | 4            | «Con las personas sordas y los jóvenes tutelados»                                                                         | Eva Ruiz, Mireya Bravo y Lola Índigo                              | 27 de septiembre de 2018  | —               |
| 66           | 5            | «Contra el acoso a los profesores y la discriminación a los gitanos»                                                      | Rosana                                                            | 4 de octubre de 2018      | —               |
| 67           | 6            | «Las injusticias contra la comunidad homosexual»                                                                          | Pimpinela, Charo Reina y Antonio José                             | 11 de octubre de 2018     | —               |
| 68           | 7            | «Contra la discriminación a personas con discapacidad y la violencia machista»                                            | Manolo Sarria y Blas Cantó                                        | 18 de octubre de 2018     | —               |
| 69           | 8            | «Personas con acondroplasia, tartamudez y mujeres acosadas»                                                               | Soraya Arnelas, Marisol Bizcocho y Sweet California               | 25 de octubre de 2018     | —               |
| 70           | 9            | «Enfermedades raras, acondroplasia y los peligros de las sectas»                                                          | Isabel Gemio y Rosario Mohedano                                   | 1 de noviembre de 2018    | —               |
| 71           | 10           | «Contra el "bullying" o acoso escolar»                                                                                    | Merche                                                            | 8 de noviembre de 2018    | 185.000 (6,1%)  |
| 72           | 11           | «Obesidad, explotación sexual y agresiones a sanitarios»                                                                  | María del Monte y Javier García                                   | 15 de noviembre de 2018   | 265.000 (7,8%)  |
| 73           | 12           | «Contra la discriminación a los gitanos»                                                                                  | Consuelo Berlanga y La Húngara                                    | 22 de noviembre de 2018   | —               |
| 74           | 13           | «Día de las Personas con Discapacidad»                                                                                    | Paco Candela, Tamara y Las Soles                                  | 29 de noviembre de 2018   | —               |
| 75           | 14           | «Injusticias que sufren las personas mayores y las exprostitutas»                                                         | Enrique Romero y Juan Ramón Romero                                | 6 de diciembre de 2018    | —               |
| 76           | 15           | «Con Ayuda en Acción» | Pastora Soler, Niña Pastori y Natalia                             | 13 de diciembre de 2018   | 206.000 (6,8%)  |
| 77           | 16           | «Especial Navidad» | Emma Ozores, Alfred García y Los Vivancos                         | 20 de diciembre de 2018   | —               |
| 78           | 17           | «Especial peques» | Eva Ruiz y Fernando de la Guardia                                 | 27 de diciembre de 2018   | 414.000 (13,1%) |
| 79           | 18           | «Juguetes sexuales, estigmas de la obesidad y transfobia»                                                                 | Nuria Fergó, David DeMaría, Lorena Gómez y Los compadres          | 3 de enero de 2019        | —               |
| 80           | 19           | «Contra la aporofobia, la violencia machista y la homofobia»                                                              | Bibiana Fernández                                                 | 10 de enero de 2019       | 252.000 (8,2%)  |
| 81           | 20           | «Las consecuencias del uso del móvil al volante»                                                                          | Carolina Cerezuela y Tamara                                       | 17 de enero de 2019       | 186.000 (5,8%)  |
| 82           | 21           | «Contra la homofobia, la xenofobia y la discriminación a personas con epilepsia»                                          | Carlos Baute                                                      | 24 de enero de 2019       | 217.000 (6,7%)  |
| 83           | 22           | «Contra el bullying, la discriminación a personas mayores y la discriminación laboral que sufren los pacientes de cáncer» | Arturo Fernández, Manu Tenorio, Marta Soto y Amistades Peligrosas | 31 de enero de 2019       | 192.000 (6,2%)  |
| 84           | 23           | «Contra el machismo laboral, las imprudencias en el trabajo y los peligros de internet»                                   | Rafael Amargo, Lara Dibildos y Lérica                             | 7 de febrero de 2019      | 128.000 (4,3%)  |
| 85           | 24           | «Especial Día de los Enamorados»                                                                                          | Melody y Enrique Romero                                           | 14 de febrero de 2019     | 254.000 (8,9%)  |
| 87           | 26           | «Especial Día de la Mujer»                                                                                                | Raoul Vázquez, Belén Aguilera, María de la Colina y Joana Jiménez | 7 de marzo de 2019        | 188.000 (5,7%)  |
| 86           | 25           | «Especial fin de temporada»                                                                                               | Rosa López, Marisol Bizcocho y Hugo Salazar                       | 14 de marzo de 2019       | 247.000 (8,1%)  |

## Programas en CMM - Castilla-La Mancha Media
| Temporada | Episodios | Invitados                                    | Temas                                                                 | Emisión                       |
| --------- | --------- | -------------------------------------------- | --------------------------------------------------------------------- | ----------------------------- |
| 1         | 1         | Anne Igartiburu y Víctor Manuel              | Especial Día de la Mujer                                              | 10 de marzo de 2019 (Estreno) |
| 1         | 2         | Ana Obregón y La Húngara                     | Especial Síndrome de Down                                             | 17 de marzo de 2019           |
| 1         | 3         | Mayra Gómez Kemp, Carlos Marco y Erika Leyva | Racismo y homofobia                                                   | 24 de marzo de 2019           |
| 1         | 4         | Elena Furiase, Ricky Merino y Paco Candela   | Transfobia y acoso escolar                                            | 31 de marzo de 2019           |
| 1         | 5         | Tamara y Raúl, El Balilla                    | Gitanofobia                                                           | 7 de abril de 2019            |
| 1         | 6         | Camela y Roi Méndez                          | Especial peques                                                       | 14 de abril de 2019           |
| 1         | 7         | Blas Cantó y José Mercé                      | Bullying y gitanofobia                                                | 21 de abril de 2019           |
| 1         | 8         | Merche y Karina                              | Racismo y discriminación económica                                    | 5 de mayo de 2019             |
| 1         | 9         | Lara Dibildos y David DeMaría                | Maltrato de hijos hacia sus padres y Falsas terapias contra el cáncer | 12 de mayo de 2019            |
| 1         | 10        | Millán Salcedo y Charo Reina                 | Discriminación por peso y discapacidad auditiva.                      | 19 de mayo de 2019            |
| 1         | 11        | Rosario Mohedano y Nieves Herrero            | Madres solteras y nuevas estafas                                      | 27 de mayo de 2019            |
| 1         | 12        | Rosa López y Serafín Zubiri                  | Discriminación a personas ciegas y maltrato a mayores                 | 3 de junio de 2019            |
| 1         | 13        | Rosana                                       | Especial peques: Homofobia y racismo                                  | 10 de junio de 2019           |

## Programas en TVC- Radio Televisión Canaria
| Temporada | Episodios              | Invitados                      | Temas                                       | Emisión                         |
| --------- | ---------------------- | ------------------------------ | ------------------------------------------- | ------------------------------- |
| 1         | 1                      | Toñi Moreno y Elvis Sanfiel    | Racismo y Falsas terapias contra el cáncer  | 23 de octubre de 2020 (Estreno) |
| 1         | 2                      | Roberto González y Pilar Rumeo | Rechazo a enfermedades mentales y machismo  | 30 de octubre de 2020           |
| 1         | 3                      | Rosa López                     | Transfobia y maltrato a personas mayores    | 6 de noviembre de 2020          |
| 1         | 4                      | Isabel Torres                  | Transfobia y gitanofobia                    | 13 de noviembre de 2020         |
| 1         | 5                      | Lucrecia                       | machismo y rechazo a discapacitados         | 20 de noviembre de 2020         |
| 1         | 6                      | Alex García                    | Aporofobia y sectas                         | 20 de noviembre de 2020         |
| 1         | 7                      | Manolo Vieira y Cristina Ramos | Discriminación a personas ciegas y sectas   | 20 de noviembre de 2020         |
| 1         | 8                      | Iván Torres de Efecto pasillo  | "Gordofobia" y Discriminación a exconvictos | 14 de diciembre de 2020         |
| 1         | 9                      | Paco Luis Quintana             | Islamofobia y maltrato animal               | 21 de diciembre de 2020         |
| 1         | 10 - Especial infantil | Danial Caero y Adexe y Nau     |                                             | 28 de diciembre de 2020         |
| 1         | 11                     | Petite Lorena                  | Machismo y discriminación a acondroplásicos | 11 de enero de 2021             |
| 1         | 12                     | Agoney y Jerónimo Saavedra     | Aporofobia y Homofobia                      | 11 de enero de 2021             |

## Premios
- Premio Iris 2023 Mejor Programa Autonómico, Gente Maravillosa / Xente Marabillosa, en Canal Sur, Televisión Canaria, Televisión de Galicia y CMMedia . [2]